# Citroën Type B
Citroën Type B, také B2 je druhý model automobilu vyráběného francouzskou automobilkou Citroën. Proto je i druhým evropským automobilem, vyráběným podle moderních technologií masové výroby. Byl vyráběn továrnou André Citroëna v centrální Paříži v období od května 1921 až července 1926.
Type B byl nástupcem Type A, ačkoliv od června do prosince 1921 byly oba typy v nabídce současně. Bylo vyrobeno celkem 253 396 kusů.